# Лютеранское кладбище (Полоцк)
Лютеранское кладбище — кладбище в Полоцке, расположенное на улице Гагарина. Изначально располагалось к западу от православного Красного кладбища, но со временем лютеранская и православная части соединились в единое кладбище. Оно имело регулярную планировку, здесь были выполнены ровные тропы, с помощью которых кладбище делилось на участки. Захоронения делались в определённом порядке. На кладбище выстроена часовня в стиле неоклассицизма.

## Памятники на кладбище
Старейший из сохранившихся памятников — памятник Штернгросу (умер 3 марта 1796 года, надпись на памятнике выполнена на русском). Представляет собой колонну из красного гранита, которая возведена во второй раз в качестве надгробного памятника Никулинасу (1919—1951).
Наиболее значительными надгробными памятниками в этой части являются мраморные кресты представителям известного рода Рульковиус Вальтеру (ум. 5 сентября 1895) и Луизе, в замужестве Лундберг (ум. 1900), детям барона Пфайлицер-Франка Елизавете и Михаэль (ум. 1893), Эвелине Зильбердорф из Сенгеров (ум. 6 июня 1914) и Вильгельму Мичерлиху (ум. 18 ноября 1894). На всех памятниках надписи выполнены на немецком языке.
Существовали памятники латышским братьям Янису, Вальдемару и Карлису Баладзитсам, умершим на рубеже XIX—XX веков (не сохранились). Сохранился обелиск Янису Килблаксу (ум. 24 апреля 1914) с надписью на латгальском. Также есть православные памятники — доктору Степану Ефимовичу Павловскому (ум. 27 мая 1904) и его матери Дарьи Антоновне (ум. 18 января 1893).
В 1930-е годы после разрушения Михайловского кладбища Красное кладбище стало главным городским кладбищем. На нём захоронены останки советских солдат, которые в июле—сентябре 1944 года в ходе боевых действий в Литве и Латвии получили ранения, от которых умерли в госпиталях № 1822, 1969 и 2479.
В 1960-е годы после исчезновения еврейского кладбища (улица Ленинградская и берег речки Бельчанки) в северной части Лютеранского кладбища стали хоронить и евреев.
Со временем лютеранская и православная части объединились, поскольку 20-метровый участок между ними был занят захоронениями советского времени (1930-е — 1970е годы).